# Anneau d'Hermite
La notion d'anneau d'Hermite est un peu plus faible que celle d'anneau projectif libre (notion qui est également traitée dans cet article). Le théorème de Quillen-Suslin (qui apporte une réponse positive à une conjecture de Serre) montre que l'anneau de polynômes {\displaystyle K\left[X_{1},\dots ,X_{n}\right]} (où {\displaystyle K} est un corps commutatif) est un anneau d'Hermite (et, d'après le théorème de Hilbert-Serre, il est même projectif libre). Ce résultat cesse d'être exact si le corps {\displaystyle K} est non commutatif dès que {\displaystyle n\geq 2},. De même, la première algèbre de Weyl {\displaystyle A_{1}\left(k\right)} (où {\displaystyle k} est un corps commutatif) n'est pas un anneau d'Hermite.

## Définitions
Notons tout d'abord que le terme anneau d'Hermite est pris ici au sens introduit par Lissner. Suivant une terminologie maintenant tombée en désuétude, due à Kaplansky, la notion d'anneau d'Hermite commutatif intègre coïncide avec celle d'anneau de Bézout. La notion précisée ci-dessous est plus générale.
- Un anneau {\displaystyle R} est dit avoir la propriété IBN (en)[8] si ses puissances cartésiennes sont deux à deux non isomorphes en tant que modules[9] : {\displaystyle \forall n,m,\quad R^{n}\cong _{R-\mathrm {mod} }R^{m}\quad \Rightarrow \quad n=m}. Tout anneau commutatif non nul a la propriété IBN[10].
- Soit {\displaystyle R} un anneau et {\displaystyle P} un {\displaystyle R}-module à droite. Ce module {\displaystyle P} est dit stablement libre (en) s'il existe des entiers {\displaystyle m} et {\displaystyle n} tels que {\displaystyle P\oplus R^{m}\cong R^{n}}[11],[12].
Il est clair qu'un module stablement libre est projectif de type fini, la réciproque étant en général inexacte. D'autre part, un module libre de type fini est stablement libre.
- Une matrice-ligne {\displaystyle A_{1}\in R^{1\times n}} est dite unimodulaire si elle est inversible à droite.
Les conditions suivantes sont équivalentes :

1. Pour toute ligne unimodulaire {\displaystyle A_{1}}, il existe une matrice {\displaystyle A_{2}\in R^{n-1\times n}} telle que la matrice carrée{\displaystyle A=\left({\begin{array}{c}A_{1}\\A_{2}\end{array}}\right)}est inversible.
2. Tout {\displaystyle R}-module à droite stablement libre est libre.

- Un anneau est dit d'Hermite à droite s'il a la propriété IBN et s'il vérifie les conditions équivalentes ci-dessus[11],[13].
On définit de même un anneau d'Hermite à gauche, mais un anneau est d'Hermite à droite si, et seulement s'il est d'Hermite à gauche[11]. (La terminologie vient du fait suivant : Charles Hermite a montré que toute ligne non nulle de n entiers ai peut être complétée par n – 1 lignes de n entiers de façon à former une matrice carrée dont le déterminant est le plus grand diviseur commun des ai[14].)
- La notion d'anneau projectif libre a été introduite par Cohn[15]. Un anneau R est dit projectif libre si tout R-module projectif de type fini est libre[11].
Il est clair que tout anneau projectif libre est d'Hermite, la réciproque étant inexacte.
- Soit R un anneau noethérien sans diviseurs de zéro. Les conditions suivantes sont équivalentes :

1. Tout idéal à gauche ou à droite de R est stablement libre.
2. Tout R-module sans torsion est stablement libre.
On appelle anneau stablement libre un anneau qui vérifie les conditions équivalentes ci-dessus[16],[17].

## Quelques résultats
- Si {\displaystyle R} est un anneau de Bézout (non nécessairement commutatif), tout {\displaystyle R}-module de type fini est libre. Par conséquent, tout anneau de Bézout est un anneau d'Hermite.
- Si {\displaystyle R} est un anneau de Bézout commutatif ou un anneau de valuation, {\displaystyle R\left[X_{1},\dots ,X_{n}\right]} est un anneau projectif libre[18]. Cela cesse d'être exact dès que {\displaystyle n\geq 2} si {\displaystyle R} est un anneau de Bézout non commutatif (ou même un corps non commutatif, comme on l'a dit plus haut).
- Un anneau local, un anneau de Dedekind commutatif, sont des anneaux d'Hermite[19]. Cela n'est pas vrai d'un anneau de Dedekind non commutatif quelconque, comme le montre l'exemple de l'algèbre de Weyl {\displaystyle A_{1}\left(k\right)}.
- L'anneau des polynômes de Laurent généralisés {\displaystyle K\left[X_{1},\dots ,X_{n},Y_{1},\dots ,Y_{m},Y_{1}^{-1},\dots ,Y_{m}^{-1}\right]}, où {\displaystyle K} est un corps commutatif, est projectif libre[20].
- Si {\displaystyle R=K\left[\left[Y_{1},\dots ,Y_{m}\right]\right]}, où {\displaystyle K} est un corps commutatif, alors {\displaystyle R\left[X_{1},\dots ,X_{n}\right]} est projectif libre. La conjecture de Bass-Quillen, non démontrée, est que cela reste vrai si {\displaystyle R} est, plus généralement, un anneau local régulier[21].
- Un anneau (non nécessairement commutatif) stablement libre est un anneau de Dedekind, la réciproque étant inexacte. Néanmoins, l'algèbre de Weyl {\displaystyle A_{1}\left(k\right)}, où  {\displaystyle k} est un corps commutatif de caractéristique 0, est un anneau stablement libre qui n'est pas projectif libre[17].
- Un anneau (non nécessairement commutatif) est principal si, et seulement si il est stablement libre et d'Hermite[17].
La condition nécessaire est évidente. La condition suffisante se démontre comme suit : soit {\displaystyle R} un anneau stablement libre et {\displaystyle {\mathfrak {a}}} un idéal à gauche de {\displaystyle R}. Cet idéal {\displaystyle {\mathfrak {a}}} est stablement libre. Si de plus {\displaystyle R} est un anneau d'Hermite, {\displaystyle {\mathfrak {a}}} est libre. Puisque {\displaystyle R} est noethérien, {\displaystyle R} est un anneau principal à gauche[22]. Le même raisonnement montre que {\displaystyle R} est également un anneau principal à droite.